# Antroponimie
În onomastică, ramură a lingvisticii, antroponimia este o subramură care studiază antroponimele, adică numele proprii de persoane, având în vedere mai multe aspecte ale lor: originea, evoluția, folosirea etc.. În alt sens, termenul antroponimie denumește și totalitatea antroponimelor dintr-o limbă, o regiune sau o localitate.
Antroponimia nu este o disciplină izolată, ci are interacțiuni cu o altă subramură a onomasticii, toponimia, cu alte ramuri ale lingvisticii, ca etimologia și sociolingvistica, precum și cu mai multe discipline extralingvistice: istoria, etnografia, geografia, antropologia, genealogia, hagiografia, jurisprudența, teoria literaturii, folcloristica, culturologia.
Antroponimele sunt de mai multe tipuri, dar depinde de cultura (în sens larg) și limba dată care sunt acestea: prenume (în unele limbi) sau postnume (corespondent al prenumelui în alte limbi), forma diminutivată a acestora, nume de familie, patronimic, poreclă (supranume), pseudonim, nume de filiație, criptonim (nume care ascunde alt nume) etc. Antroponimia studiază nu numai nume care se dau unor persoane reale, ci și nume de personaje din opere literare culte și folclorice (de exemplu basme), precum și din mitologie. Tratează și formele diferite ale aceluiași antroponim: forma standard, forme dialectale etc..

## Obiectul antroponimiei

### Informațiile purtate de antroponime
Antroponimia studiază în primul rând informațiile pe care le dau antroponimele despre purtătorul lor. Nu în toate limbile antroponimele poartă aceleași informații.
În sincronie, porecla poate exprima însușiri fizice, psihice și de caracter ale persoanei, ex. Orbu, Șchiopu, Priceputu, Rău. Altele se referă la etnia, la ocupația, la statutul social al persoanei etc..
La începuturile numirii oamenilor, numele lor erau de genul acesta. Mai târziu, sensul unora a fost uitat, deci nu mai purtau informația corespunzătoare. Nici prenumele împrumutate nu mai pot da asemenea informații, deși au un sens în limba de origine.
Numele de familie provenite din porecle ca cele de mai sus conțin informații numai despre vreun ascendent al persoanei. La fel și cele formate de la toponime, ex. Ardeleanu, Craioveanu. Totuși, în română sunt și nume de familie frecvente urmate de numele localității unde s-a născut persoana, pentru a o diferenția mai bine, ex. Dumitrescu-Iași, Ionescu-Sisești.
În unele limbi, numele complet al persoanei conține prenumele tatălui său, eventual al mamei sale. De pildă, în limba rusă, unul din antroponime este patronimicul derivat din prenumele tatălui. Astfel, din numele lui Alexandr Sergheevici Pușkin se poate afla că tatăl lui se numea Serghei, sau din cel al Annei Andreievna Ahmatova că prenumele tatălui ei era Andrei. În Islanda, legislația valabilă în anul 2022 nu prevede nume de familie care se transmit urmașilor. În locul acestora se folosește în mod tradițional prenumele tatălui, eventual al mamei la cazul genitiv, cu cuvintele son sau dóttir adăugate ca al doilea element de compunere. Astfel, dacă un bărbat cu numele complet Jón Einarsson are un fiu cu prenumele Ólafur, numele complet al acestuia este Ólafur Jónsson, literal „Ólafur, fiul lui Jón”, iar dacă are o fată cu prenumele Sigríður, ea se numește Sigríður Jónsdóttir „Sigríður, fiica lui Jón”.
Din numele complet al unui hindus din India poate reieși în ce zodie s-a născut, de ce sex este sau cărei secte îi aparține, și din ce castă face parte. De exemplu, după Iarțeva 1990, numele poetului cunoscut în lume ca Rabindranath Tagore este compus din Rabindra „zeul Soarelui” + nâth „bărbat” + Thâkur „casta moșierilor”.
În Roma Antică, numele complet al persoanei conținea și numele filiației sale, formula numelui fiind prenume + numele filiației + supranumele filiației + (uneori) supranumele persoanei, ex. Publius Cornelius Scipio Africanus.
În Ungaria, din numele complet tradițional al femeilor căsătorite se poate afla starea lor familială și numele complet al soțului, formula sa fiind numele de familie al soțului + postnumele soțului cu sufixul -né, ex. Nagy Jánosné. Este una din formulele oficiale, pe lângă alte cinci, dintre care se poate alege.
Formele diferite ale aceluiași antroponim pot da informații despre dialectul în care s-au format. Astfel, în limba franceză, numele de familie cu formele Fèvre, Favre, Fabre, Faure au evoluat în regiuni diferite din latinescul faber „fierar”.

### Antroponimie teoretică și practică
Antropologia teoretică se ocupă în primul rând cu funcțiile antroponimului în comunicarea prin limbă, cum sunt numirea, identificarea și diferențierea persoanei.
Mai studiază și fenomenele de schimbare a numelor specifice unei culturi sau alteia, legate de vârstă, de schimbarea situației sociale, de viața printre oameni de alte etnii, de intrarea în comunități secrete, de trecerea la alt cult religios etc.. De pildă, în cazul limbii maghiare se cunosc nume dinaintea creștinării, bunăoară Vajk, numele păgân al primului rege al Ungariei, înlocuit cu István, cunoscut ca Ștefan I al Ungariei, după numele Sfântului Ștefan. În multe țări are loc eventuala schimbare a numelui la căsătorie.
Antroponimia teoretică mai are ca obiect și regularitățile apariției și evoluției antroponimelor, structura lor, sistemul antroponimic al unei limbi date, modelele antroponimelor, stadiile istorice ale acesteia, interacțiunea limbilor în domeniul antroponimelor, universaliile referitoare la acestea. Câteva aspecte care țin de aceasta:
- Multe prenume sunt împrumutate, chiar aceleași în mai multe limbi, precum la creștini cele din Biblie și numele de sfinți, ex. Maria, Elena, Ion, Gheorghe[1].
- Există nume de familie formate în mod caracteristic pentru unele limbi:
  - În română, astfel sunt cele terminate în -escu (Ștefănescu, Popescu etc.), în -eanu (Munteanu, Prahoveanu etc.), în -oi(u) (Rădoi, Dobroiu etc.)[1].
  - În rusă, cele mai frecvente sunt numele de familie de tot felul de origini, cu sufixele formatoare de adjective ce exprimă posesorul -ov/-ev și -in, la feminin -ova/-eva, respectiv -ina[9].
  - În maghiară, unul din procedeele de formare a numelor de familie este prenume + sufixul -fi (< fia „fiul său”), la origine fiind vorba de prenumele tatălui (ex. Pálfi Péter, lit. „Péter, fiul lui Pál”), ca în cazul numelor islandeze sau al partronimicelor rusești[11].
- Depinde de limbă și structura numelor complete:
  - În numeroase limbi există prenume, deci care precede numele de familie, dar în unele îi corespunde postnumele, precum în maghiară, în japoneză, în chineză sau în coreeană[12].
  - În limba rusă obișnuită, formula numelui complet este prenume + patronimic + nume de familie, dar în cea oficială, ca în română, numele de familie trece pe primul loc[9].

Antroponimia se ocupă și cu factorii alegerii numelor. La începuturile numirii persoanelor, printre nume erau nu numai din acelea inspirate de particularități ale persoanelor, ci și nume care exprimau urări pentru copil. De pildă, în maghiară, înainte de creștinare existau nume care însemnau „curajos”, „fericit(ă)” etc. Altele erau nume de protecție împotriva duhurilor rele, precum cele cu sensul „nu ești” sau „fără nume”. La sârbi se mai dădeau asemenea prenume și pe la sfârșitul secolului al XVIII-lea. De pildă cărturarului Vuk Stefanović Karadžić (1787-1864) i-a fost dat numele de protecție Vuk („lup”), pentru că până la nașterea lui muriseră toți copiii părinților săi. Creștinarea a fost cea care a determinat alegerea unor nume din Biblie și de sfinți. Moda are de asemenea influență în darea prenumelor. De exemplu, în Ungaria, în secolul al XIX-lea a fost la modă darea unor nume de personaje literare, unele inventate de scriitori. În secolul al XX-lea, în mai multe țări, unii părinți au început să dea copiilor prenume de staruri din filme sau din seriale de televiziune.
Antroponimia este în legătură cu pragmatica în studierea folosirii numelor în diferite culturi. În societatea românească din secolul al XXI-lea, vorbitorul care își tutuiește destinatarul folosește numai prenumele acestuia, un diminutiv al prenumelui, porecla, uneori numele său de familie. Cel care folosește pentru adresare pronumele personal dumneata, poate folosi aceleași nume, în afară de poreclă, eventual precedat de cuvintele nene, nea, respectiv tanti pentru destinatari mai în vârstă. Cel care se adresează cu dumneavoastră, utilizează numele de familie precedat de cuvintele domnule, respectiv doamnă. Adresarea numai cu numele de familie este în general nepoliticoasă. În alte cazuri decât adresarea se folosește deseori prenumele urmat de numele de familie. În rusă, în adresarea politicoasă se folosește numai prenumele urmat de patronimic.
Există și antroponimie practică, ce se ocupă de chestiunile legate de regulile formării numelor complete oficiale, de modul de transmitere de la o persoană la alta a numelor într-o limbă dată. De asemenea, contribuie la elaborarea dicționarelor de antroponime. Specialiștii în antroponimie pot contribui la rezolvarea unor chestiuni juridice controversate legate de nume, pot avea activități de consiliere privitoare la alegerea numelor, sunt uneori solicitați de către starea civilă. În activitatea de consiliere, antroponimistul poate, de pildă, atrage atenția asupra nepotrivirii unui membru al numelui cu altul, bunăoară să nu formeze o combinație comică precum hu  Kerti Viola lit. „violetă de grădină”. Privitor la colaborarea cu starea civilă, în Ungaria există un centru de cercetare în cadrul Academiei Maghiare de Științe, care publică în fiecare lună liste cu prenumele care pot fi înscrise în registrele de stare civilă. Pentru a înscrie alte prenume, solicitanții trebuie să facă o cerere supusă aprobării acestui centru.